# Buttrio
Buttrio je italská obec v severovýchodní Itálii blízko slovinským hranicím v oblasti Furlansko-Julské Benátsko.
V roce 2012 zde žilo 4 040 obyvatel.

## Sousední obce
Manzano, Pavia di Udine, Pradamano, Premariacco

## Vývoj počtu obyvatel
Zdroj: 